# McPherson (Kansas)
McPherson település az Amerikai Egyesült Államok Kansas államában, McPherson megyében, melynek megyeszékhelye is. Lakosainak száma 14 082 fő (2020. április 1.).

## Népesség
A település népességének változása:

| 2010 | 13 155 |
| 2020 | 14 082 |